# Edgar Yves Monnou
Cet article concerne l'homme politique béninois. Pour son fils le comédien de stand-up français Edgar-Yves Monnou Junior, voir Edgar-Yves.
Edgar Yves Monnou, né le 9 février 1953 à Abomey (colonie du Dahomey) et mort le 4 avril 2025, est un avocat, homme politique et diplomate béninois. Il est ministre des Affaires étrangères du Bénin de 1995 à 1996,, et ambassadeur en France, au Royaume-Uni, en Espagne, au Portugal, en Italie, en Grèce et en Turquie.
Il est le père de l'humoriste Edgar-Yves Monnou Junior.